# Kanton Rougemont-le-Château
Kanton Rougemont-le-Château (fr. Canton de Rougemont-le-Château) je francouzský kanton v departementu Territoire de Belfort v regionu Franche-Comté. Skládá se z 11 obcí.

## Obce kantonu
- Anjoutey (A)
- Bourg-sous-Châtelet (B)
- Étueffont (Et)
- Felon (F)
- Lachapelle-sous-Rougemont (LC)
- Lamadeleine-Val-des-Anges (LM)
- Leval (Le)
- Petitefontaine (P)
- Romagny-sous-Rougemont (R)
- Rougemont-le-Château (R-le-C)
- Saint-Germain-le-Châtelet (SG)